# Lípa nad Orlicí
Lípa nad Orlicí é uma comuna checa localizada na região de Hradec Králové, distrito de Rychnov nad Kněžnou.